# Tealing Parish Church

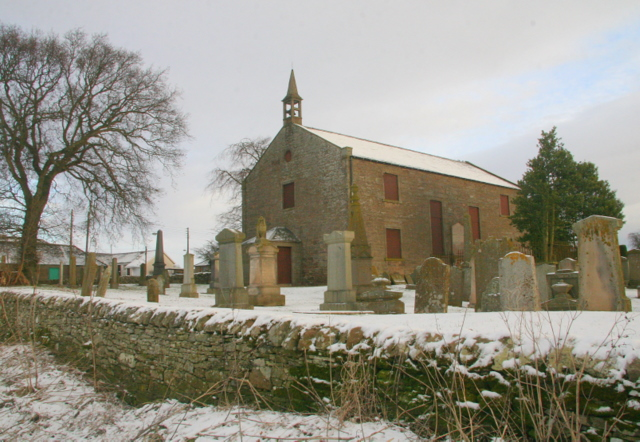
Tealing Parish Church

Die Tealing Parish Church ist eine ehemalige Pfarrkirche der presbyterianischen Church of Scotland in der schottischen Ortschaft Tealing in der Council Area Angus. 1971 wurde das Bauwerk in die schottischen Denkmallisten in der höchsten Denkmalkategorie A aufgenommen.

## Geschichte
Überlieferungen zufolge handelt es sich um einen frühchristlichen Standort in Schottland. So soll der Heilige Bonifatius bereits im späten 7. Jahrhundert in Tealing eine Kirche erbaut haben. Ihr genauer Standort ist jedoch nicht eruierbar. Der früheste schriftliche Beleg für eine Kirche in Tealing stammt aus dem 12. Jahrhundert. Zwischen 1719 und 1728 war John Glass, Mitbegründer der Glassiten, dort als Gemeindepfarrer tätig. Das mittelalterliche Kirchengebäude wurde 1806 abgebrochen und durch das heutige Gebäude ersetzt. 1895 überarbeitete Alexander Johnston die Tealing Parish Church. Hierbei wurde unter anderem eine Zentralheizung installiert. Nach der Fusion zweier Kirchengemeinden im Jahre 1986 wurde das Gebäude obsolet und dem Tealing Kirk Heritage Centre übertragen. 1991 wurde das ungenutzte Bauwerk in das Register gefährdeter denkmalgeschützter Bauwerke in Schottland aufgenommen. 2016 wurde sein Zustand als verhältnismäßig gut bei gleichzeitig moderater Gefährdung eingestuft.

## Beschreibung
Die Tealing Parish Church steht isoliert am Westrand des Dorfes. Das Mauerwerk der schlichten, länglichen Saalkirche besteht aus Bruchstein. An der Nordseite schließt sich eine kleine, einstöckige Sakristei mit Halbwalmdach an; darüber zwei Engel. Links führt eine Treppe in den Heizungsraum im Keller. An der vier Achsen weiten Südseite befindet sich eine granitene Gedenkplatte an einem älteren Gedichtnismonument aus Sandstein der Familie Scrymsoure Fothringham. An der Harl-verputzten Ostseite tritt der Eingangsbereich heraus. Auf dem Westgiebel des schiefergedeckten Satteldachs sitzt ein kleiner Dachreiter mit offenem Geläut.